# Santuari de Yasaka
El Yasaka Jinja (japonès: 八坂神社, Yasaka-jinja) és un Jinja (santuari xintoista) situat al districte de Higashiyama-ku de Kyoto, al Japó. Està dins del popular barri de Gion i fortament lligat a ell, per la qual cosa era conegut abans de la Restauració Meiji com el Gion Jinja (祇園神社) o, més popularment, com Gion-san. Limita a l'oest amb el riu Kamo i el Shijō dōri, un dels carrers principals de la ciutat, i al sud i a l'est amb el Parc Maruyama. El santuari està dedicat als kamis Susanoo, la seva dona Kushinadahime i a altres huit deitats fills d'aquests i coneguts com a Yahashira-no-mikogami, terme que inclou a Yashimajinumi, Itakeru, Ōyatsuhime, Tsumatsuhime, Ōtoshi, Ukanomitama, Ōyatsuhiko i Suseribime.

## Història
El santuari va començar a construir-se al segle viii, concretament en 656, durant el segon any de regnat de l'emperatriu Saimei dins del Període Asuka.
En l'any 869 Heian-kyo (nom que llavors es coneixia Kyoto), era la capital imperial. L'emperador Seiwa patia les conseqüències d'una forta plaga. Llavors va decidir treure el mikoshi del Gion Jinja en processó per la ciutat fins al jardí imperial de Shinsen-en. A partir de l'any 970 l'esdeveniment va esdevenir anual, donant lloc a l'actual Gion Matsuri, el festival més important de la ciutat de Kioto.
Poc de temps després, en 994, l'emperador Ichijō va incloure els santuaris de Gion i Umenomiya de Heian-kyo en la lista que havia elaborat el seu antecessor Murakami i que finalment es convertiria en la llista dels Vint-i-dos temples (二十二社, Nijūni-sha).
Després de la Restauració Meiji, el budisme i el xintoisme van quedar més fortament separats. El santuari va canviar el seu nom per l'actual de Yasaka i en 1871 va ser inclòs dins dels 67 Kanpei-taisha (官幣大社), els més alt nivell de santuaris xintoistes amb una forta relació amb la família imperial. Aquest sistema de categorització va ser abolit després de la reforma del xintoisme com a religió imperial, conseqüència de la derrota en la Segona Guerra Mundial.